# Mieloblast

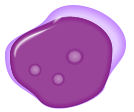
Mieloblast

Mieloblasty – pierwsze rozróżnialne morfologicznie stadia rozwojowe granulocytów. Komórki te są podobne do innych komórek występujących w szpiku kostnym. Mają one kształt kulisty i średnicę w zakresie 15-20 mikrometrów.
Jądro mieloblastów, zajmujące około 4/5 objętości komórki, ma kształt okrągły, chromatyna nie jest w ogóle skondensowana i wybarwia się na kolor jasnobłękitny lub czerwonawy za pomocą barwnika Wrighta. Dwie dodatkowe cechy pozwalają natomiast odróżnić mieloblasty od innych komórek szpiku, zwłaszcza limfoblastów:
- obecność 2-5 jąderek w mieloblastach można przeciwstawić 1 jąderku limfoblastów
- charakterystyczne wyłącznie dla mieloblastów pałeczki Auera
- wokół jądra mieloblastów nie występuje strefa przejaśnienia, jest ono oddzielone wyraźną, lecz cienką granicą od reszty cytoplazmy

W cytoplazmie mieloblastów, barwiącej się na jasnoniebiesko, nie wyróżnia się żadnych ziarnistości, co pozwala na odróżnienie ich od kolejnego stadium rozwojowego granulocytów – promielocytu.